# 2516 Roman
2516 Roman је астероид главног астероидног појаса чија средња удаљеност од Сунца износи 2,279 астрономских јединица (АЈ).
Апсолутна магнитуда астероида је 13,7.